# ARAHIS
ARAHIS（アラヒス）は、ロシア出身で日本でデビューした双子の姉妹デュオである。

## メンバー
- アナスタシア・ゴロヴィナ（姉、愛称・ナースチャ、1986年7月27日 - ）
- ヴェロニカ・ゴロヴィナ（妹、愛称・ニーカ、1986年7月27日 - ）

## 来歴
2003年8月、モスクワで行われたアニメ「鋼の錬金術師」の劇伴音楽のオーディションに合格。挿入歌『БРАТЬЯ（ブラーチャ）』を歌う。
その後、ユニット名がロシア語でピーナッツという意味の「ARAHIS」に決まり、2006年5月にザ・ピーナッツの曲をカバーしたミニアルバム「ARAHIS」で日本デビューする。2007年4月には、2枚目のアルバム「МЕЧТА(メチター)」が発売。1970 - 80年代初頭の日本の歌謡曲のカバー集で、日本語とロシア語を半分ずつ織り交ぜた作りになっている。

## ディスコグラフィ
- ARAHIS（2006年5月17日）

1. 恋のバカンス
2. 恋のフーガ
3. 恋のオフェリア
4. ウナ・セラ・ディ東京
5. 銀色の道
6. ふりむかないで
7. Miss Crazy
8. 恋のバカンス(Re-MIX)

- МЕЧТА(メチター)（2007年4月6日）

1. 六本木心中
2. 真夏の出来事
3. 夢で逢えたら
4. 思秋期
5. 飛んでイスタンブール
6. 恋人よ